# Object-PL/SQL
Object-PL/SQL (Object-Procedural Language/Structured Query Language ou simplesmente O-PL/SQL) é uma metodologia de uso da linguagem procedural estendida SQL do Oracle. Os itens adicionais a partir da versão 7 e outros upgrades levaram a um uso em larga escala deste banco de dados no paradigma orientado a objetos.
Apesar de a sintaxe do PL/SQL ter sido inicialmente concebida semelhantemente à da Ada e à do Pascal, os avanços posteriores incluíram a possibilidade de uso do código java embutido e de uma sintaxe orientada a objetos no próprio código SQL.
A mixagem e uso embutido de triggers e stored procedures foi um dos pontos que levaram ao limiar da concepção do PL/SQL num paradigma OO. Já a inclusão, na sintaxe SQL, de partículas no formato [classe].[objeto], bem como a implementação do objeto tipo (tipo de dado) (como nas linguagens OO em geral) completou os mínimos requisitos para um mapeamento objeto-relacional numa linguagem SQL estendida sem uso de Persistence frameworks.

## Autonomia, notoriedade e importância do O-PL/SQL
A O-PSL/SQL não é somente uma versão da linguagem de programação, mas um modelo de como usá-la, que rompe totalmente com a prática anterior, o que define a autonomia do tema aqui tratado. Cada versão da PL/SQL, a partir da 7, traz inovações que não podem ser tratadas como simples sub-temas da linguagem, caracterizando-se esse conjunto de mudanças como uma linguagem autônoma. Tal revolução estabelece uma fronteira entre a linguagem anterior, procedural-estruturada, e a atual, procedural-estruturada-OO. É justamente esta abordagem que confere importância ao tema e sua notoriedade é dada pelo seu uso cada vez maior.

## Confusão deobjetos
Numa linguagem OO que tem como objetivo agir sobre um banco de dados, há dois conceitos diferentes chamados objeto, que não devem ser confundidos. Esta distinção é muito importante, já que ambas as significâncias são amplamente usadas. Assim, ao ler a documentação, é preciso fazer a identificação de qual definição é aplicável em cada referência ao termo.
Objetos de banco de dados são elementos que remontam ao  modelo relacional ou ainda mais remotamente aos bancos de dados sequenciais e hierárquicos e que continuam presentes no banco de dados orientado a objetos. Tabelas, Triggers, colunas, índices são exemplos de alguns desses objetos, que estão presentes na O-PL/SQL, e cujo valor pode coincidir com o de um objeto na noção java, mais especificamente um elemento de um conjunto (classe), cuja existência se inicia com a operação chamada instanciar.

## PL/SQL e O-PL/SQL
PL/SQL é a linguagem SQL estendida usada pelo banco de dados Oracle.
O-PL/SQL é disponível no Oracle desde a versão 7 e no IBM DB2 desde a versão 9.7.
O-PL/SQL permite definição de classes e instanciar objetos, assim, criando tipos de dados definidos por usuário, bem como criando construtores, além das stored procedures e triggers em java embutido.

## Exemplo de uso da sintaxe da O-PL/SQL
Um pequeno exemplo da sintaxe da O-PL/SQL, extraída da documentação, além de outras fontes:

### Exemplo
Um exemplo simples de object-oriented PL/SQL
```
create
 
or
 
replace
 
type
 
base_type
 
as
 
object
 
(

  
a
 
number
,

  
constructor
 
function
 
base_type
 
return
 
self
 
as
 
result
,

  
member
 
function
  
func
 
return
 
number
,

  
member
 
procedure
 
proc
 
(
n
 
number
)

)
 
instantiable
 
not
 
final
;

/

```

Agora, a implementação do tipo é criada. Esta implementação define como as funções do tipo e seus construtores explícitos funcionam:
```
create
 
or
 
replace
 
type
 
body
 
base_type
 
as
 

  
constructor
 
function
 
base_type
 
return
 
self
 
as
 
result
 
is

  
begin

    
a
:
=
0
;

    
return
;

  
end
 
base_type
;

  
member
 
function
 
func
 
return
 
number
 
is

  
begin

    
return
 
a
;

  
end
 
func
;

  
member
 
procedure
 
proc
 
(
n
 
number
)
 
as

  
begin

    
a
:
=
n
;

  
end
 
proc
;

end
;

/

```

Estamos prontos para derivar o tipo-base. A palavra-chave para a derivação é under. O tipo derivado define um novo atributo (chamado m) e sobrescreve a função.
```
create
 
or
 
replace
 
type
 
deriv_type
 
under
 
base_type
 
(

  
m
 
number
,

  
overriding
 
member
 
function
 
func
 
return
 
number

);

/

```

Como nos casos de tipo-base, o método sobrescrito deve ser implementado no tipo derivado:
```
create
 
or
 
replace
 
type
 
body
 
deriv_type
 
as

  
overriding
 
member
 
function
 
func
 
return
 
number
 
is

  
begin

    
return
 
m
*
a
;

  
end
;

end
;

/

```

Os tipos criados podem ser instanciados e os métodos podem ser chamados:
```
declare

  
b1
 
base_type
 
:
=
base_type
();

  
b2
 
base_type
 
:
=
base_type
(
4
);

  
d1
 
deriv_type
:
=
deriv_type
(
5
,
6
);

  
d2
 
deriv_type
:
=
deriv_type
(
5
,
6
);

begin

  
dbms_output
.
put_line
(
b1
.
func
);

  
dbms_output
.
put_line
(
b2
.
func
);

  
d1
.
proc
(
4
);

  
dbms_output
.
put_line
(
d1
.
func
);

  
dbms_output
.
put_line
(
d2
.
func
);

end
;

/

```

Resultados:
- 0
- 4
- 24
- 30

Os tipos criados se tornam tipos reais e podem ser usados em tabelas:
```
create
 
table
 
table_base
 
(

  
b
 
base_type

);

declare

  
base
  
base_type
 
:
=
 
base_type
();

  
deriv
 
deriv_type
:
=
 
deriv_type
(
8
,
9
);

begin

  
insert
 
into
 
table_base
 
values
(
base
);

  
insert
 
into
 
table_base
 
values
(
deriv
);

end
;

/

select
 
t
.
b
.
func
()
 
from
 
table_base
 
t
;

T
.
B
.
FUNC
()

```

Resultados:
- 0
- 72

```
select
 
avg
(
t
.
b
.
func
())
 
from
 
table_base
 
t
;

AVG
(
T
.
B
.
FUNC
())

```

Resultado:
- 36

## Nota
- Este artigo foi inicialmente traduzido, total ou parcialmente, do artigo da Wikipédia em inglês cujo título é «Object-PL/SQL», especificamente desta versão.